# Jean Monnier
Jean Camille Marius Monnier (ur. 14 sierpnia 1924 w Foncine-le-Haut, zm. 31 sierpnia 1995 w Pontarlier) – francuski skoczek narciarski, uczestnik Zimowych Igrzysk Olimpijskich 1948.
Wziął udział w konkursie skoków rozegranym w ramach zimowych igrzyskach olimpijskich w Sankt Moritz w 1948. Po skokach na 56 i 60 metrów uplasował się na 31. pozycji.